# Östers IF

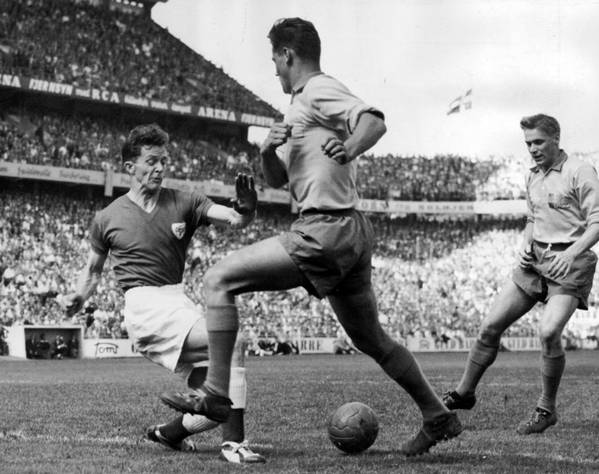
El delantero Harry Bild fue parte del equipo que ganó su primer título de liga en 1968.

El Östers IF es un equipo de fútbol de Suecia que juega en la Allsvenskan, la liga de fútbol más importante del país.

## Historia
Fue fundado en el año 1930 en la ciudad de Växjö. En la temporada de 1968 debutó en la Allsvenskan, año en que salió campeón. Cuenta con cuatro títulos de Liga y un título de Copa en cinco finales jugadas.

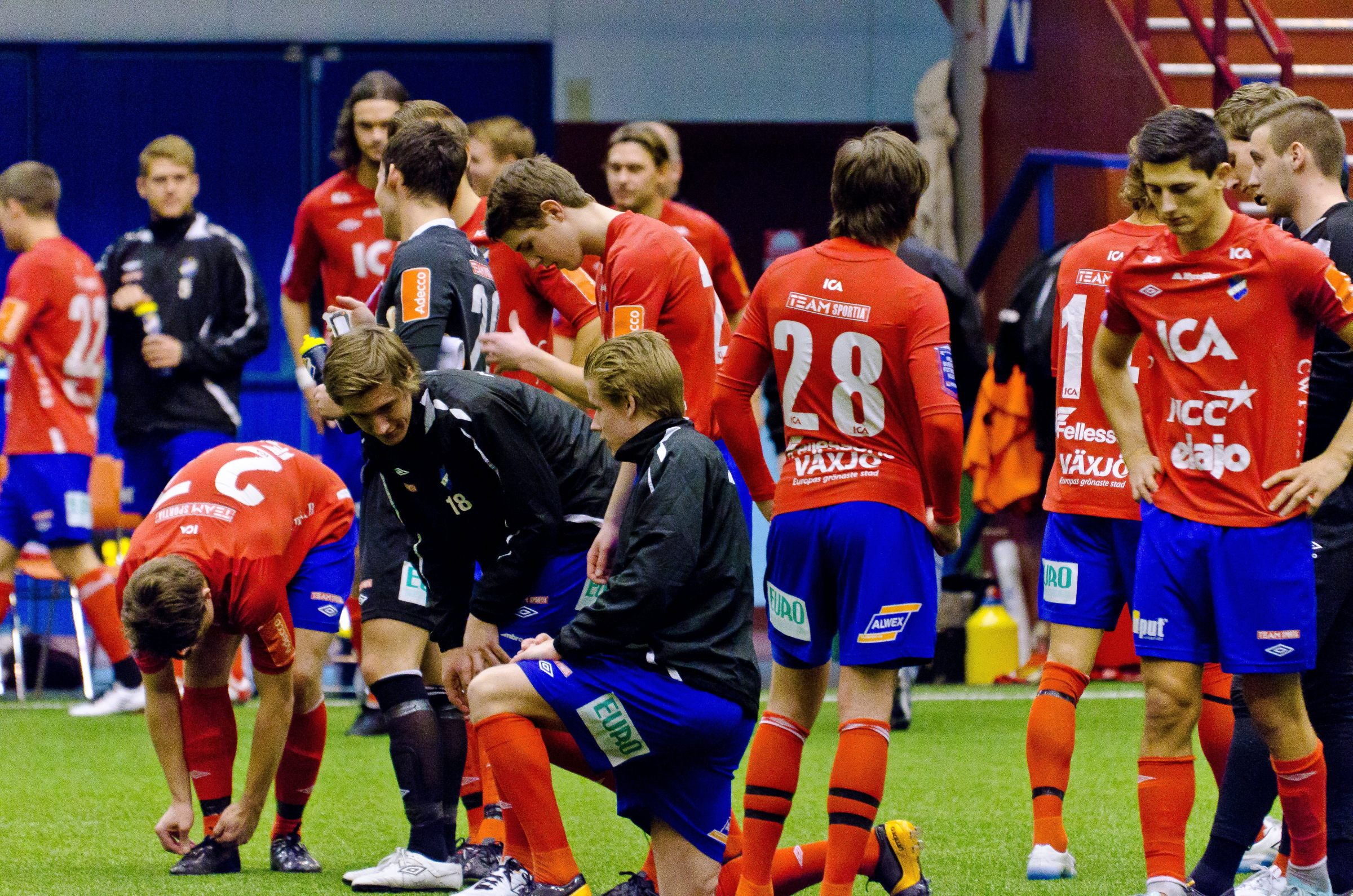
El club preparándose para un partido de la temporada 2012 con su uniforme tradicional.

A nivel internacional ha participado en 16 torneos continentales. Su mejor participación ha sido en la Copa UEFA de 1976/77, en la que avanzó hasta la tercera ronda.

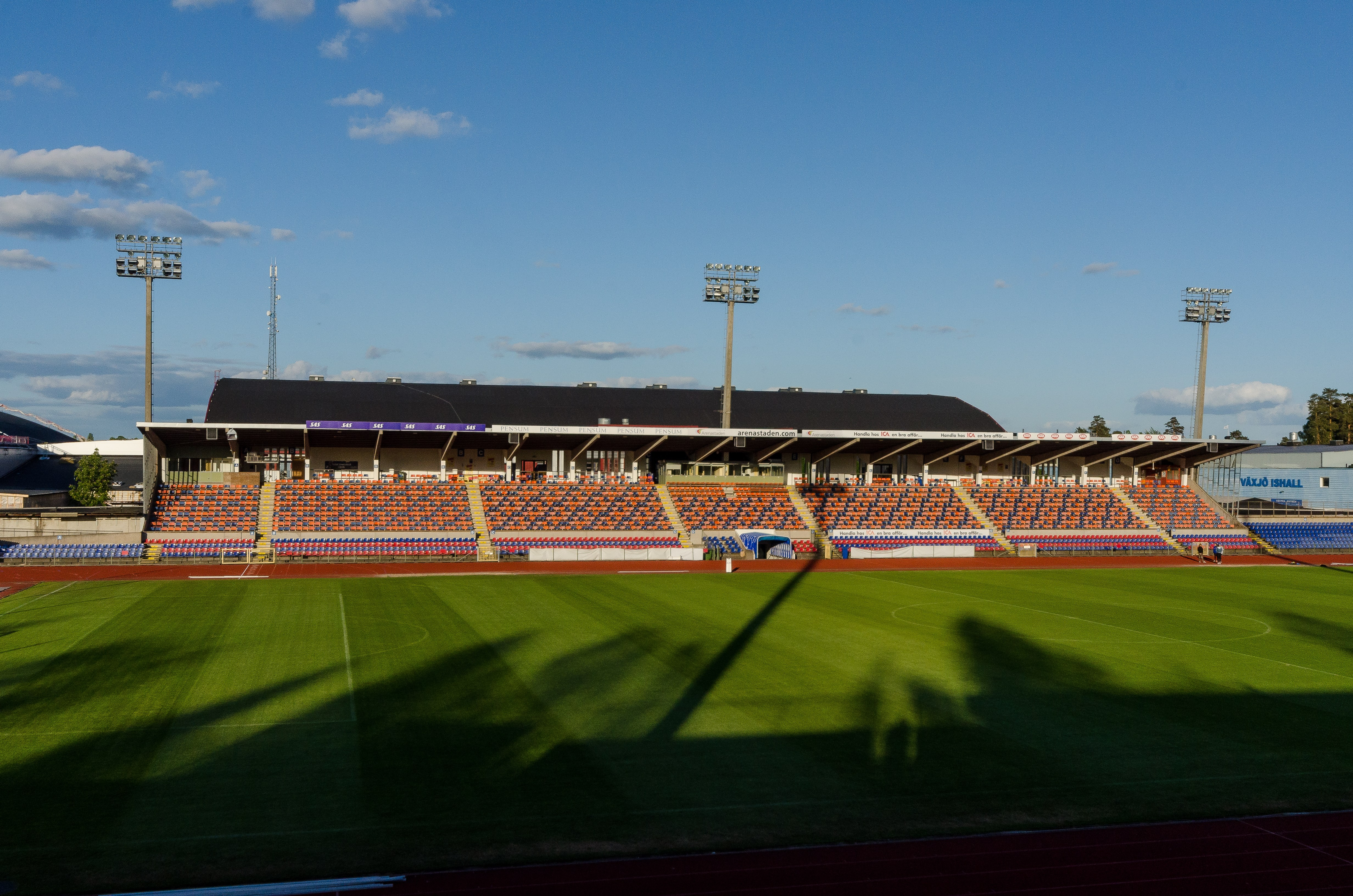
Värendsvallen: Estadio viejo 1966–2012

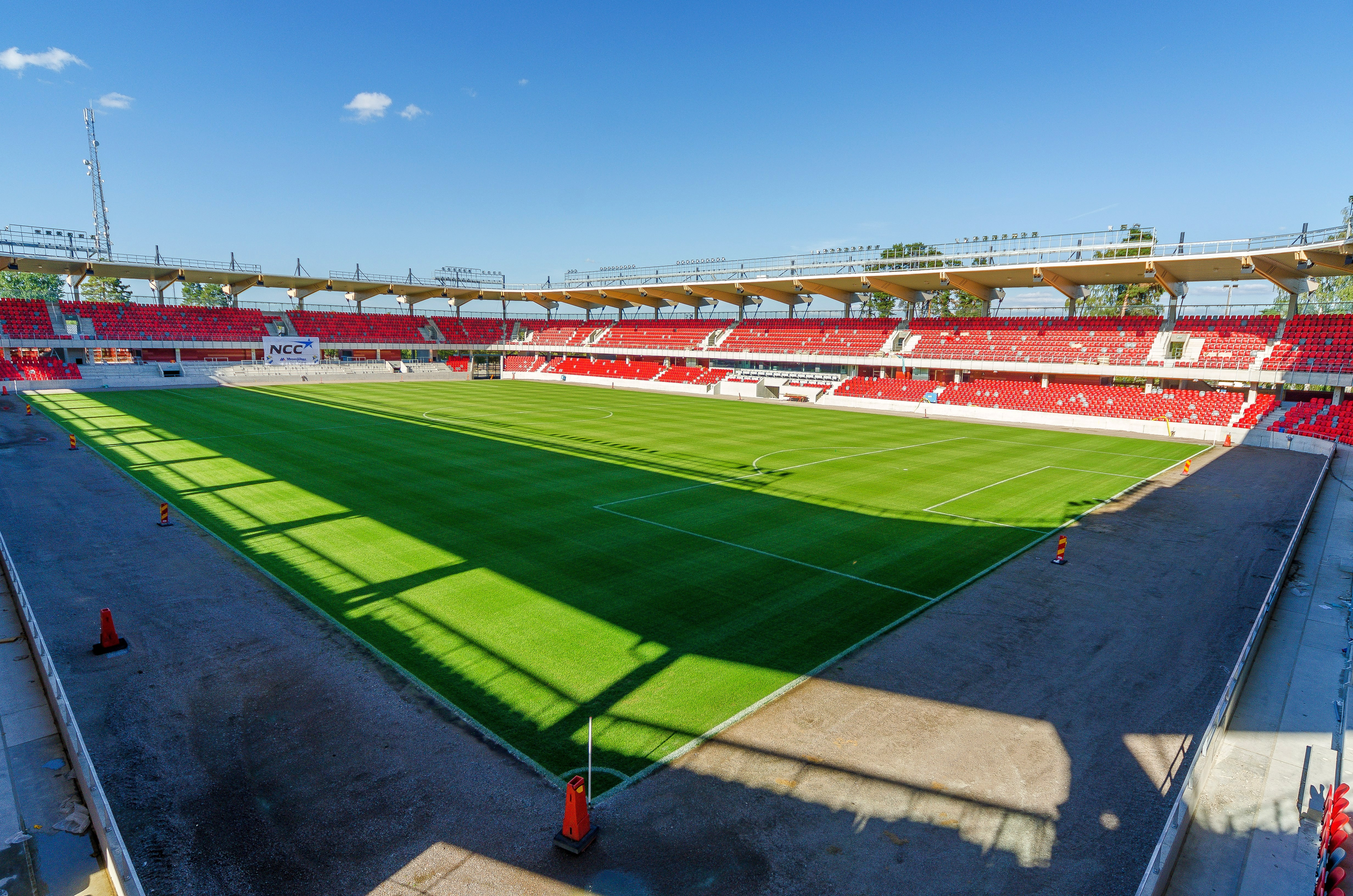
Myresjöhus Arena: Estadio nuevo 2012–

Descendió en la temporada 2006 tras quedar 13.º de 14 equipos (desciendieron los dos últimos de la tabla general).
En 2012 se proclamó campeón de la Superettan, con lo que el equipo regresó a la máxima categoría de fútbol en Suecia, aunque solamente duró una temporada en la máxima categoría, pues descendió en la temporada 2013 a la Superettan.

### Equipo femenino
Tuvo una sección femenina entre 1981 y 2014 que alternó la Division I y la Damallsvenskan (entonces segunda y primera categoría del país).

## Palmarés
- Allsvenskan: 4

1968, 1978, 1980, 1981
- Copa de Suecia: 1

1976/77
- - Finalista: 4

1973/74, 1981/82, 1984/85, 1990/91
- Superettan: 2

2002, 2012
- - Subcampeón: 1

2005
- Division 1 Södra: 2

1989, 2009
- - Sub. Campeón: 1

2008

## Participación en competiciones de la UEFA
- Liga de Campeones de la UEFA: 4 apariciones

1970 - Primera Ronda
1980 - Primera Ronda
1982 - Primera Ronda
1983 - Primera Ronda
- Copa UEFA: 9 apariciones

| 1974 - Primera Ronda 1975 - Primera Ronda 1976 - Segunda Ronda 1977 - Tercera Ronda 1985 - Primera Ronda | 1989 - Primera Ronda 1992 - Primera Ronda 1994 - Primera Ronda 2005 - Segunda Ronda Clasificatoria |

- Recopa de Europa de Fútbol: 1 aparición

1978 - Primera Ronda
- Copa Intertoto: 2 apariciones

| 1996 - Primera Ronda | 1998 - Primera Ronda |

### Partidos
| Temporada | Competición      | Ronda        | Club                   | Cómputo global | Ida     | Vuelta  |
| --------- | ---------------- | ------------ | ---------------------- | -------------- | ------- | ------- |
| 1969/70   | Copa de Europa   | 1R           | ACF Fiorentina         | 1-3            | 0-1 (F) | 1-2 (C) |
| 1973/74   | UEFA Cup         | 1R           | Feyenoord              | 2-5            | 1-3 (C) | 1-2 (F) |
| 1974/75   | UEFA Cup         | 1R           | Dinamo Moscú           | 4-4 u          | 3-2 (C) | 1-2 (F) |
| 1975/76   | UEFA Cup         | 1R           | Molde FK               | 6-1            | 0-1 (F) | 6-0 (C) |
| 1975/76   | UEFA Cup         | 2R           | AS Roma                | 1-2            | 1-0 (C) | 0-2 (F) |
| 1976/77   | UEFA Cup         | 1R           | KuPS Kuopio            | 4-3            | 2-3 (F) | 2-0 (C) |
| 1976/77   | UEFA Cup         | 2R           | Hibernian FC           | 4-3            | 0-2 (F) | 4-1 (C) |
| 1976/77   | UEFA Cup         | 1/8          | FC Barcelona           | 1-8            | 0-3 (C) | 1-5 (F) |
| 1977/78   | Recopa de Europa | 1R           | Lokomotiva Košice      | 2-2 u          | 0-0 (F) | 2-2 (C) |
| 1979/80   | Copa de Europa   | 1R           | Nottingham Forest FC   | 1-3            | 0-2 (F) | 1-1 (C) |
| 1981/82   | Copa de Europa   | 1R           | FC Bayern München      | 0-6            | 0-1 (C) | 0-5 (F) |
| 1982/83   | Copa de Europa   | 1R           | Olympiakos Pireo       | 1-2            | 0-2 (F) | 1-0 (C) |
| 1984/85   | UEFA Cup         | 1R           | LASK Linz              | 0-2            | 0-1 (C) | 0-1 (F) |
| 1988/89   | UEFA Cup         | 1R           | DAC Dunajská Streda    | 2-6            | 2-0 (C) | 0-6 (F) |
| 1991/92   | UEFA Cup         | 1R           | Olympique Lyonnais     | 1-2            | 0-1 (F) | 1-1 (C) |
| 1993/94   | UEFA Cup         | 1R           | Kongsvinger IL         | 2-7            | 1-3 (C) | 1-4 (F) |
| 1995      | Intertoto Cup    | Grupo 2      | 1. FC Köln             | 0-0            | 0-0 (C) |         |
| 1995      | Intertoto Cup    | Grupo 2      | FC Luzern              | 2-3            | 2-3 (F) |         |
| 1995      | Intertoto Cup    | Grupo 2      | NK Rudar Velenje       | 3-1            | 3-1 (C) |         |
| 1995      | Intertoto Cup    | Grupo 2 (3e) | Tottenham Hotspur FC   | 2-1            | 2-1 (F) |         |
| 1997      | Intertoto Cup    | Grupo 7      | Vasas SC Budapest      | 1-4            | 1-4 (C) |         |
| 1997      | Intertoto Cup    | Grupo 7      | Werder Bremen          | 1-2            | 1-2 (F) |         |
| 1997      | Intertoto Cup    | Grupo 7      | Universitate Riga      | 2-1            | 2-1 (C) |         |
| 1997      | Intertoto Cup    | Grupo 7 (4e) | Istanbulspor           | 2-3            | 2-3 (F) |         |
| 2004/05   | UEFA Cup         | 1Q           | TNS Llansantffraid     | 4-1            | 2-0 (C) | 2-1 (F) |
| 2004/05   | UEFA Cup         | 2Q           | FHK Liepājas Metalurgs | 3-3 u          | 2-2 (C) | 1-1 (F) |

## Entrenadores desde 1967
| - Vilmos Varszegi (1967–73) - Bengt "Julle" Gustavsson (1973–74) - Gunnar Nordahl (1975–76) - Lars Arnesson (1977–80) - Bo Johansson (1980–82) - Leif Widén (1982–85) - Bo Johansson (1986–88) - Peo Bild (1988–89) - Hans Backe (1989–94) - Nanne Bergstrand (1994–97) - Andreas Ravelli (1997–98) - Bo Axberg (1998) - Jan Mattsson (1998–01) - Yevgeni Kuznetsov (2002–03) - Leif Widén (2003–04) | - Lars Jacobsson (2005–06) - Giles Stille (2007) - Yevgeni Kuznetsov (2008–09) - Andreas Ottosson (2009–10) - Ludwig Ernstsson (julio–septiembre de 2010) - Hans Gren (septiembre de 2010-noviembre de 2010) - Roar Hansen (2011-12) - Andreas Thomsson (2012-13) - Roberth Björknesjö (2013-14) - Thomas Askebrand (2014-17) - Christian Järdler (2017-19) - Denis Velic (2019-21) - Srdjan "Tufa" Tufegdzic (2022 – 2023) - Martin Foyston (2024 –) |

## Jugadores

### Jugadores destacados
- Stig Svensson
- Pål Lundin
- Teitur Thordarson
- Harry Bild
- Björn Andersson
- Hans Eklund
- Inge Ejderstedt
- Anders Linderoth
- Jan "Lill-Damma" Mattsson
- Thomas Ravelli
- Andreas Ravelli
- Pia Sundhage
- Peter "Peppe" Svensson
- Stig Svensson
- Tommy Svensson
- Paulo Figueiredo
- Paul McLoughlin (1985–86)